# Fraserdale
Fraserdale est une petite communauté canadienne et un embranchement ferroviaire particulier situés dans le Nord de l'Ontario. Elle est située à 131 km au nord de Timmins le long du chemin de fer Ontario Northland. La communauté et son arrêt ferroviaire furent nommés en l'honneur d'Alan Fraser, un ingénieur ferroviaire. La communauté fait partie du territoire non organisé de Cochrane, Unorganized, North Part dans le district de Cochrane dans la province de l'Ontario.

## Annexe